# Довгаль Володимир Микитович
Володимир Микитович Довгаль (нар. 7 жовтня 1935, місто Кременчук, тепер Полтавської області — 6 вересня 1990, місто Кривий Ріг Дніпропетровської області) — український радянський діяч, бригадир бурильників виробничого об'єднання «Кривбасруда», Герой Соціалістичної Праці (12.05.1977). Депутат Верховної Ради УРСР 9—11-го скликань.

## Біографія
Народився в родині робітника, призначеного головою колгоспу у село Писарщину Кременчуцького району Полтавської області. Батько загинув під час німецько-радянської війни.
З 1947 року — причіплювач у колгоспі села Писарщини Полтавської області, на лісозаготівлях в Архангельській області РРФСР.
У 1953 році закінчив Євпаторійську морехідну школу. У 1953—1958 роках — матрос Далекосхідного державного морського пароплавства.
У 1958—1962 роках — прохідник шахти № 10 «Чекіст» у місті Сталіно, помічник завідувача складу Рублівського хлібоприймального пункту Полтавської області.
У 1962—1969 роках — прохідник шахти «Центральна» рудоуправління імені XX партз'їзду виробничого об'єднання «Кривбасруда».
Член КПРС з 1966 року.
З 1969 року — бригадир бурильників шахти «Центральна» («Ювілейна») рудоуправління імені XX партз'їзду виробничого об'єднання «Кривбасруда» Дніпропетровської області.

## Нагороди
- Герой Соціалістичної Праці (12.05.1977)
- орден Леніна (12.05.1977)
- два ордени Трудового Червоного Прапора
- Почесна грамота Президії Верховної Ради Української РСР
- медалі